# Gunung Jati (Cempaka)
Gunung Jati is een bestuurslaag in het regentschap Ogan Komering Ulu van de provincie Zuid-Sumatra, Indonesië. Gunung Jati telt 1952 inwoners (volkstelling 2010).